# Muszkowo
Muszkowo – wieś w Polsce, w województwie lubuskim, w powiecie sulęcińskim, w gminie Krzeszyce.
W latach 1975–1998 miejscowość administracyjnie należała do województwa gorzowskiego.
We wsi jest przystanek kolejowy Muszkowo.

## Zabytki
Do wojewódzkiego rejestru zabytków wpisane są:
- kościół ewangelicki, obecnie rzymskokatolicki, kościół filialny parafii w Krzeszycach pw. św. Jana Chrzciciela[5], z 1814 roku, 1892 roku. 
  - cmentarz przykościelny.